# Cyll Farney
Cyll Farney, nome artístico de Cilênio Dutra e Silva (Rio de Janeiro, 14 de setembro de 1925 — Rio de Janeiro, 14 de março de 2003) foi um ator brasileiro. Cyll Farney era irmão do músico Dick Farney, morto em 1987.

## Biografia
Estreou em A Escrava Isaura em 1949 e destacou-se nas chanchadas da Atlântida nos anos 1940 e 1950 e e em filmes como Chico Viola Não Morreu. 
Farney trabalhou durante pouco tempo na TV e chegou a fazer algumas telenovelas. Nos últimos anos, dedicava-se a sua própria produtora de filmes. Sua última aparição na televisão foi na minissérie Hilda Furacão, da Rede Globo.
Tinha estudado Farmácia nos Estados Unidos e tocava bateria na banda do irmão. E foi dele que Cyll Farney tirou seu nome artístico. Meu pai inventava estas coisas. Farney veio de Farnésio, o nome do Dick. Por causa dele, adotei também, disse ele numa entrevista em 1999.
Depois de deixar a carreira de ator em 1978 continuou ligado às câmeras, trabalhando como produtor em 14 filmes. Cyll continuou na ativa administrando a sua produtora Tycoon (que teve seus estúdios alugados muitas vezes para a Globo antes da inauguração dos Estúdios Globo, em 1995), e uma série de documentários biográficos enfocando nomes como Francisco Alves, Orlando Silva e outros grandes da música brasileira, resgatando a memória de artistas de sua geração.
Cyll Farney faleceu no Rio de Janeiro em 2003, aos 77 anos, e foi sepultado no Cemitério do Caju.

## Filmografia

### Cinema
| Ano  | Título                                  | Personagem                |
| ---- | --------------------------------------- | ------------------------- |
| 1949 | A Escrava Isaura                        | Álvaro                    |
| 1950 | Um Beijo Roubado - Noites de Copacabana | Namorado de Marlene       |
| 1951 | Pecado de Nina                          | Roberto                   |
| 1951 | Aí Vem o Barão                          | Luís                      |
| 1951 | Tocaia                                  | Carlos                    |
| 1952 | Amei um Bicheiro                        | Carlos                    |
| 1952 | Areias Ardentes                         | Antônio Carlos            |
| 1952 | Barnabé, Tu És Meu                      | Mário                     |
| 1952 | Carnaval Atlântida                      | Augusto                   |
| 1952 | Três Vagabundos                         | Mário                     |
| 1954 | Paixão nas Selvas                       | Homem com Conchita        |
| 1955 | Chico Viola Não Morreu                  | Francisco Alves           |
| 1955 | Nem Sansão nem Dalila                   | Hélio                     |
| 1955 | Guerra ao Samba                         | Silêncio                  |
| 1956 | Colégio de Brotos                       | Guilherme                 |
| 1956 | Vamos com Calma                         | Luiz Carlos               |
| 1957 | De Vento em Popa                        | Sérgio                    |
| 1957 | Garotas e Samba                         | Delegado                  |
| 1957 | Papai Fanfarrão                         | Fernando                  |
| 1958 | É a Maior!                              | Fernando                  |
| 1958 | E O Espetáculo Continua                 | Luís                      |
| 1959 | O Homem do Sputnik                      | Nelson / Jacinto Pouchard |
| 1960 | Os Dois Ladrões                         | Mão Leve                  |
| 1961 | Quanto Mais Samba Melhor                | Hélio                     |
| 1961 | Entre Mulheres e Espiões                | Ele mesmo                 |
| 1962 | Copacabana Palace                       | Homem no carnaval         |
| 1962 | As Sete Evas                            | César/Mauro               |
| 1963 | Manaus, Glória de uma Época             | Mário                     |
| 1967 | A Espiã Que Entrou em Fria              | —                         |
| 1968 | Juventude e Ternura                     | Gomes                     |
| 1968 | Rio dos Diamantes                       | —                         |
| 1969 | O Rei da Pilantragem                    | Pessoa na rua             |
| 1969 | O Impossível Acontece                   | —                         |
| 1969 | Incrível, Fantástico, Extraordinário    | —                         |
| 1972 | A Infidelidade ao Alcance de Todos      | Ricardo                   |
| 1972 | Janaína - A Virgem Proibida             | Tony Morely               |
| 1973 | Um Virgem na Praça                      | —                         |
| 1975 | Assim era a Atlântida                   | Ele mesmo                 |
| 1976 | O Pai do Povo                           | Embaixador                |
| 1976 | Tem Folga na Direção                    | Cláudio                   |
| 1977 | Esse Rio Muito Louco                    | —                         |

### Televisão
| Ano     | Título              | Personagem  | Notas                  |
| ------- | ------------------- | ----------- | ---------------------- |
| 1956-58 | O Jovem Dr. Ricardo | Dr. Ricardo |                        |
| 1964    | Melodia Fatal       | Alexandre   |                        |
| 1972    | Na Idade do Lobo    | —           | [ 6 ]                  |
| 1973    | Caso Especial       | Rodolfo     | Episódio: "O Desquite" |
| 1998    | Hilda Furacão       | —           |                        |